# Церква Різдва Пресвятої Богородиці (Джуринська Слобідка)
Церква Різдва Пресвятої Богородиці в Джуринській Слобідці — культова споруда, православний парафіяльний храм (ПЦУ) у селі Джуринська Слобідка Чортківського району Тернопільської области (Україна). Церква — колишній костел.

## Історія
У 1743 році в селі Джуринській Слобідці була дерев'яна церква, яка не збереглася до наших днів. Сучасний храм є колишнім костелом, збудованим у 1939 році. У 1961 році радянська влада закрила його.
У 1989 році храм відкрили для богослужінь як православну культову споруду. У 1992 році колишній костел відремонтували за кошти парафіян. Перед входом до храму зведена дзвіниця.
15 грудня 2018 року храм і парафія приєдналися до ПЦУ.

## Парохи
- о. Мирослав Плецан
- о. Володимир Ябковський
- о. Степан Кацан (від ? донині)